# Svarttjärnen (Färila socken, Hälsingland, 685932-147615)
Svarttjärnen är en sjö i Ljusdals kommun i Hälsingland och ingår i Ljusnans huvudavrinningsområde.